# Степняк-Кравчинский, Сергей Михайлович
Серге́й Миха́йлович Степня́к-Кравчи́нский (настоящая фамилия Кравчинский, псевдоним С. Степняк; 1 [13] июля 1851, Новый Стародуб, Херсонская губерния, Российская Империя — 11 [23] декабря 1895, Лондон) — выходец из дворян, революционер-народник, террорист, в 1878 году убивший шефа жандармов Н. В. Мезенцова и бежавший после этого за границу. Находясь в эмиграции, продолжил активную организаторскую, агитационную, пропагандистскую деятельность против правительства Российской империи. Занимался публицистической и журналистской деятельностью, писатель и переводчик.

## Биография

### Ранние годы
Родился 1 (13) июля 1851 года в семье военного врача в селе Новый Стародуб в Херсонской губернии (ныне Херсонская область, Украина). Детство прошло в городах Российской Империи: Александрия, Елисаветград, Умань. Окончил Орловский кадетский корпус, после чего поступил в московское Александровское военное училище. Оттуда перевёлся в петербургское Михайловское артиллерийское училище, где и увлёкся революционными идеями. В 1870 году получил звание подпоручика; отслужив год, ушёл в отставку.

### Участие в революционном движении
В 1871—1873 годах учился на агрономическом факультете Лесного института. В 1872 году был принят в петербургский кружок «чайковцев» («Большое общество пропаганды»), куда входили С. Л. Перовская, П. А. Кропоткин, М. А. Натансон, Д. А. Клеменц, Л. А. Тихомиров, Ф. В. Волховский, Л. Э. Шишко, С. С. Синегуб, М. В. Купреянов и другие. В кружке Кравчинский занимался пропагандой социализма среди петербургских рабочих, делал переводы, пробовал себя в литературе. Вдохновил на революционную деятельность учившегося вместе с ним Д. А. Аитова.
Не завершив образования, осенью 1873 года Кравчинский одним из первых предпринял попытку «хождения в народ» (совместно с Д. М. Рогачёвым). Агитировал крестьян Тверской губерний, используя при этом тексты из Евангелия и делая из них социалистические выводы. Попытка «хождения в народ» провалилась, Кравчинский и Рогачёв были арестованы сельскими властями меньше чем через десять дней после начала активной агитации; бежали из-под ареста. После побега перешёл на нелегальное положение.
Продолжил пропаганду в народе. Совместно с Д. А. Клеменцем агитировал крестьян Тульской губернии, жил среди молокан в Рязанской губернии. Недолго прожил в Москве, где познакомился с Н. А. Морозовым, который стал его близким другом. Несколько раз пытался организовать побег из тюрьмы Ф. В. Волховского, но все попытки закончились неудачей.
В конце 1874 года уехал в Европу, жил в Лондоне, Брюсселе, Женеве, Париже. Летом 1875 года участвовал в Герцеговинском восстании, служил артиллеристом в одном из отрядов под руководством Пеко Павловича. Быстро разочаровался в восстании, писал П. Л. Лаврову: «Я шёл для войны за освобождение, а попал в шайку просто-напросто разбойников».
Сотрудничал в газете «Работник» (Женева) бакунистского направления. За годы пребывания за границей Степняк-Кравчинский неоднократно встречался с русскими политэмигрантами Г. А. Лопатиным, П. Н. Ткачёвым, П. Л. Лавровым, М. А. Бакуниным и др. Программ и бакунистов, и лавристов не принял, считая, что в России невозможны ни немедленная революция, ни планомерная социалистическая пропаганда. И выдвинул идею «пропаганды действием» — организации «показательного бунта», который будет подавлен, но подаст пример самопожертвования. В пропагандистских сказках — «Сказка о копейке» (1874), «Мудрица Наумовна» (1875), «Из огня да в полымя!…» (1876) и др. Кравчинский популяризовал идеи социализма, рассказывал о Карле Марксе, призывал к бунту.
В начале 1876 года вернулся в Россию, где участвовал в организации и исполнении нескольких дерзких побегов из тюрем своих друзей. Испытывая разочарование от неудачной деятельности народнического движения и расстроенный отсутствием перспектив развития и арестами своих друзей, в конце 1876 года снова выехал за границу — повёз на лечение в Италию смертельно больную жену Волховского Марию.
В 1877 году участвовал в вооружённом восстании бакунистов в итальянской провинции Беневенто совместно с итальянскими анархистами Карло Кафьеро и Эррико Малатестой. Был арестован и приговорён к смертной казни, но в январе 1878 года амнистирован. Во время десятимесячного пребывания в тюрьме изучил итальянский язык (также владел французским, немецким, английским языками). Из-за отсутствия средств пешком добрался с юга Италии до швейцарской границы.
В феврале того же года, в Женеве, Кравчинский вместе с П. Б. Аксельродом и Л. Г. Дейчем организовал анархистский печатный орган — журнал «Община». Основными задачами журнала были освещение, анализ народовольческого опыта и попытка объединения разрозненных народнических течений. Кравчинский написал для «Общины» статьи о беневентской попытке, о «процессе 193-х» и суде над В. И. Засулич.
В мае 1878 года он нелегально вернулся в Россию и примкнул к «Земле и Воле»; стал главным редактором первых четырёх номеров газеты «Земля и воля. Социально-революционное обозрение». После отклонения Александром II ходатайства Сената о смягчении наказания судившимся по делу 193-х Кравчинский написал прокламацию «По поводу нового приговора». В прокламации революционеры обратились к царскому правительству: 

До сих пор вы, точно, не останавливались ни перед какими злодействами, мы же терпели до последней возможности… Довольно проповедовали мы любовь — пришла пора воззвать к ненависти… Месть, месть кровавая, беспощадная будет отныне ответом на ваши злодейства. Вы сами довели нас до этого. Знайте же это и ждите!
— Из прокламации «По поводу нового приговора»
Взгляды на революционную борьбу Кравчинского кардинально изменились. Теперь он окончательно отказался от тактики «хождения в народ» и пришёл к выводу, что единственный действенный метод борьбы в России — террор.

### Убийство шефа жандармов

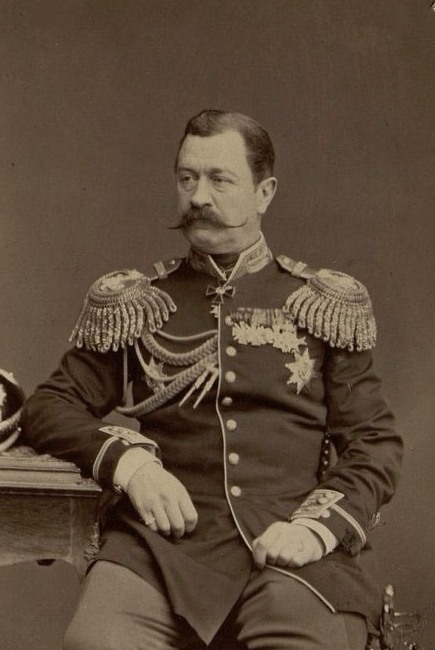
Шеф жандармов Мезенцов, фото А. И. Деньера

Намерение убить главу политической полиции Российской империи Н. В. Мезенцова возникло у Кравчинского после процесса 193-х и голодовки его друзей в Петропавловской крепости. По словам народника А. Ф. Михайлова, изначально Кравчинский планировал покушение в виде немедленной дуэли на петербургской площади. Товарищи убедили Кравчинского изменить этот план. Для покушения были приготовлены открытая повозка и вороной рысак по кличке Варвар, на котором совершил побег из Николаевского военного госпиталя П. А. Кропоткин. Оружием Кравчинский выбрал четырёхгранный кинжал, который привез из Италии. Участвовать в покушении вызвались также народники А. И. Баранников и А. Ф. Михайлов, последнему отводилась роль кучера. По воспоминаниям Морозова, Кравчинский несколько раз выходил навстречу гуляющему Мезенцову, но не решался поднять руку на шефа жандармов. Непосредственным толчком к преступлению послужила казнь И. М. Ковальского в Одессе. Он был расстрелян 2 августа 1878 года за революционную деятельность и вооружённое сопротивление при аресте. На следующий день, 3 августа сообщение о казни появилось в газетах, а
4 августа 1878 года на Итальянской улице в Петербурге в девятом часу утра Сергей Кравчинский нанёс смертельное ранение кинжалом шефу жандармов Н. В. Мезенцову.
Официальное донесение императору об этом деле гласило:

Сегодня, около 9 часов утра, шеф жандармов генерал-адъютант Мезенцов, во время утренней прогулки с отставным полковником Макаровым по тротуару на Михайловской площади, был у дома Кочкурова встречен неизвестным молодым человеком среднего роста, одетым в серое пальто и в очках, который, не дойдя до генерала шага за три, стремительно кинулся на него и, ударив кинжалом в грудь, побежал за угол в Большую Итальянскую; за ним в погоню бросился Макаров с криком «держи, держи» и, размахивая зонтиком, безотчётно его ударил; в ту же минуту другой молодой человек с черными усами в длинном синем пальто и чёрной пуховой круглой шляпе выстрелил в Макарова, но не попал, и затем оба убийцы вскочили на стоявшие в Итальянской, вероятно их собственные, дрожки, запряжённые вороною лошадью; на козлах сидел молодой кучер с чёрными усами без бороды. Сев на дрожки, злоумышленники понеслись по Малой Садовой и скрылись из виду.
— Из книги «Народоволец А. И. Баранников в его письмах»
После покушения Кравчинский за несколько дней написал брошюру «Убийство шефа жандармов генерал-адъютанта Мезенцева» с подзаголовком «Смерть за смерть». Совершённое им убийство он оправдывал как ответ на полицейский произвол, в том числе аресты народников-пропагандистов и смертный приговор, вынесенный Ковальскому:

Мезенцев убит нами […] не как человек, занимающий пост шефа жандармов, — мы считаем убийство мерой слишком ужасной, чтобы прибегать к ней для демонстрации; генерал-адъютант Мезенцев убит нами, как человек совершивший ряд преступлений, которых мог и должен был не совершать.
— С. М. Степняк-Кравчинский «Смерть за смерть»
После убийства Мезенцова Кравчинский оставался в Петербурге ещё три месяца. Кроме брошюры «Смерть за смерть», написал передовую статью для первого номера газеты «Земля и воля». В этом же номере были опубликованы стихи близкого к революционным кругам адвоката А. А. Ольхина «У гроба», посвящённые «поразившему Мезенцева», то есть Кравчинскому.
Несмотря на чрезвычайные меры по его розыску, Кравчинский участвовал в нелегальной сходке по поводу приезда в столицу главы Южного Исполнительного комитета В. А. Осинского, которую потом подробно описал в «Подпольной России». Он организовал коллективный поход разыскиваемых властями революционеров в Мариинский театр на оперу Джакомо Мейербера «Пророк», посвящённую крестьянскому восстанию XVI века. В этом походе в театр, помимо трёх участников убийства Мезенцова, приняли участие С. Л. Перовская, Н. А. Морозов, О. С. Любатович и другие народники.
В ноябре 1878 года после прокатившихся по Петербургу арестов, понимая, что его личность раскрыта, Кравчинский бежал в Швейцарию; вернуться назад в Россию ему уже не довелось.

### Эмиграция

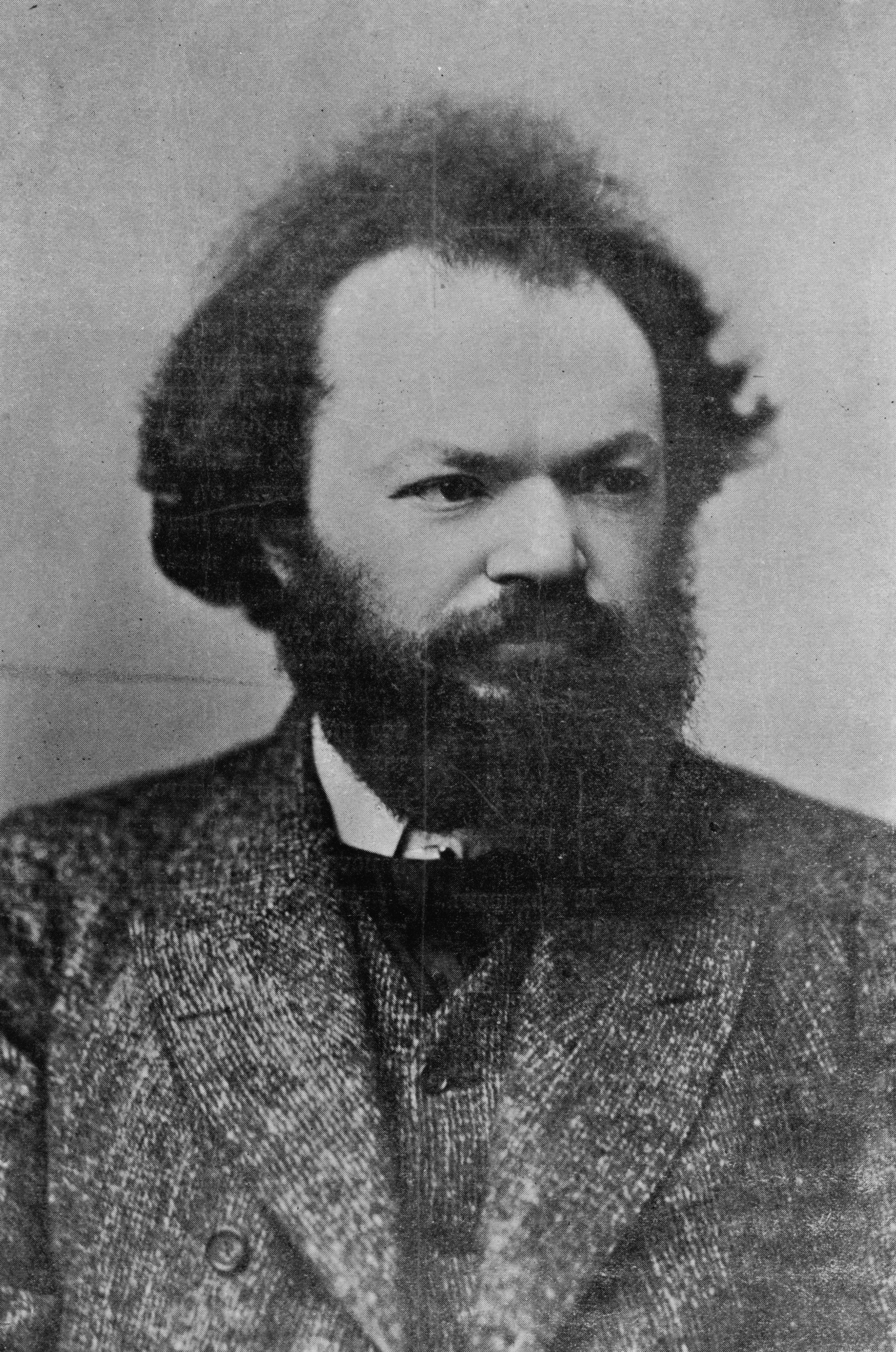
С. М. Кравчинский

До 1881 года жил в Швейцарии под псевдонимом и занимался переводами. Кравчинский впервые перевёл на русский язык роман итальянского писателя Рафаэлло Джованьоли «Спартак», который был напечатан в журнале «Дело» в 1881 году. После убийства Александра II и последовавшей за этим реакции правительство Александра III потребовало экстрадиции Кравчинского, и он нелегально перебрался в Италию.
Здесь в миланской газете «Pungolo» («Жало») он публикует серию очерков о российском революционном движении, которые легли в основу книги «Подпольная Россия». Книга была впервые издана в Италии под названием «La Russia sotteranea», но вскоре была переведена на множество языков мира и вызвала сочувственные отклики Э. Золя, А. Доде, М. Твена, Элизе Реклю, И. С. Тургенева, Л. Н. Толстого. Российское правительство вновь потребовало экстрадиции, и с 1884 года Кравчинский жил в Англии. Здесь у него появилось много друзей и знакомых: среди них Фридрих Энгельс, парламентарий-лейборист Дж. Браун, профсоюзный деятель Э. Пиз, Уильям Моррис, Эдуард Бернштейн, Иван Франко и другие.
В эмиграции Кравчинский женился на Фанни Марковне Личкус, дочери купца. В 1879 году у них родилась девочка. Роды были преждевременными и ребёнок умер через несколько дней.
Проживая в Лондоне, он уделяет много времени творчеству. В 1885 году выходит его книга «Russia under the Tsars» (Россия под властью царей), в том же году она переиздаётся в Швеции, Франции, США. Через год издаётся следующая книга «Русская грозовая туча», а в 1888 году монография «Русское крестьянство, его экономическое положение, общественная жизнь и религия». В четырёх книгах, обличая царскую реакцию 1881—1887 годов, анализируя положение крестьян, рассматривая национальную политику в армии, Кравчинский прославлял героическую борьбу революционеров.
В 1889 году, под редакцией Элеоноры и Эдуарда Эвелингов, выходит роман Кравчинского «The Career of a Nihilist» (Карьера нигилиста). Главный герой романа Андрей Кожухов является собирательным образом из судеб и характеров многих героев революционного движения, а основной задачей романа, как писал сам автор, было показать «революционеров только как людей, а не как политических деятелей».
На русском языке роман увидел свет уже после смерти писателя под названием «Андрей Кожухов».

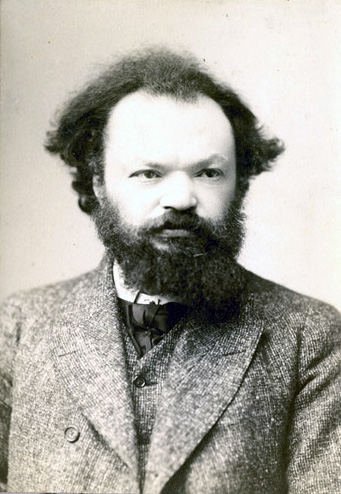
С. М. Степняк-Кравчинский, с подписью «М. А. Тургеневой»

Кроме творческой работы Кравчинский активно участвует в общественной жизни, посещает различные митинги, выступает с лекциями. В 1890 году в Англии по его инициативе возникло «Общество друзей русской свободы», которое занималось пропагандой против российского самодержавия и поддержкой российских революционеров, выпускало англоязычный ежемесячник «Свободная Россия» (Free Russia). Редактором журнала до 1893 года был сам Кравчинский, затем его сменил Ф. В. Волховский. В 1891 году после поездки Кравчинского в США здесь возникло американское отделение «Общества друзей российской свободы».
В тот же период Кравчинский организует «Фонд вольной русской прессы», который занимался изданием и переправкой в Россию агитационной литературы. Во многом именно на темах, поднятых изданиями Фонда, основывалась большая часть социалистической пропаганды против царской России. В эти годы Кравчинский пишет повесть «Домик на Волге» и два эссе: «Заграничная агитация» и «Чего нам нужно и начало конца».

Мы думаем, что ничтожная шайка людей, правящая в настоящее время Россией, опираясь на недоразумение крестьянской массы, может быть опрокинута только насилием, и мы не видим к этому никакого другого пути, кроме насилия. В политике мы революционеры не только до прямого народного восстания, но до военных заговоров, до ночных вторжений во дворец, до бомб и динамита.
— Из брошюры «Чего нам нужно и начало конца»
В 1891 году, познакомившись с Хесбой Стреттон, собирает материал для книги о сектантах-штундистах в России. Итогом этой деятельности стали два варианта книги — роман «Штундист Павел Руденко» и изданный в 1895 году на английском языке «Великий путь Скорби» (Highway of Sorrow at the close of the 19-th Centure). Несмотря на столь тесное соавторство, по просьбе Степняка его имя не было упомянуто, и на обложке вместо него были указаны шесть звёздочек.
В 1893 году Кравчинский сам перевёл «Подпольную Россию» на русский язык и издал её тиражом 5 000 экземпляров. Для революционно настроенной молодёжи книга становится настольной (например, она оказала решающее влияние на Феодосию Драбкину). В 1895 году вышла в свет его последняя книга «King Stork and King Log» («Царь-чурбан и царь-цапля»), в ней были описаны конец правления Александра III и первые дни правления Николая II. Незадолго до смерти Степняк-Кравчинский начал активно обсуждать возможность общеоппозиционного печатного издания на русском языке «Земский Собор», который должен был нелегально распространяться в России. Из России деятельную помощь должен был оказать известный адвокат Л. А. Куперник, который в августе 1895 года встречался в Лондоне с Кравчинским.
23 декабря 1895 года Степняк-Кравчинский погиб, случайно попав под поезд.

Степняк вышел из своего дома и пошёл к Волховскому через пустырь. Когда, по обыкновению задумавшись, он переходил через полотно железной дороги, на него наскочил поезд, и он был убит на месте.
— В. Л. Бурцев
Одной из подруг и сотрудниц Кравчинского была писательница Этель Лилиан Войнич, которую он обучил русскому языку. Её революционный роман «Овод» (1897) распространялся в России подпольщиками, а после победы Октябрьской революции издавался в СССР многомиллионными тиражами и был в каждой школьной библиотеке.

## Политические взгляды
Своим политическим кредо С. М. Степняк-Кравчинский считал социализм, понимая его как имущественное равенство:

Мы — социалисты. Цель наша — разрушение существующего экономического строя, уничтожение экономического неравенства, составляющего, по нашему убеждению, корень всех страданий человечества. […] Мы считаем, что не политическое рабство порождает экономическое, а наоборот.
— С.М. Степняк-Кравчинский «Смерть за смерть»
Борьбу с царской администрацией Кравчинский считал необходимой лишь постольку, поскольку последняя мешала расправе над имущими классами («буржуазией»):

[…] Наши настоящие враги — буржуазия, которая теперь прячется за вашей спиной [то есть за спиной правительства (прим. Википедия)]. Так посторонитесь же! Не мешайте нам бороться с нашими настоящими врагами, и мы оставим вас в покое. 

Вот чего мы требуем от вас, господа правительствующие. Большего от вас мы не требуем, потому что большего вы дать не в силах. Это большее в руках буржуазии, у которой мы и вырвем его вместе с жизнью.
— Там же
Вопросы политического устройства России Кравчинский считал второстепенными:

До вопроса о разделении власти между вами и буржуазией нам нет решительно никакого дела. Давайте или не давайте конституцию, призывайте выборных или не призывайте, назначайте их из землевладельцев, попов или жандармов — это нам совершенно безразлично.
— Там же

## Образ в литературе
- Личность Кравчинского отражена во многих мемуарах (Н. А. Морозова, П. А. Кропоткина, В. И. Засулич, Б. Шоу, Г. Брандеса), а также в «Возмездии» А. А. Блока.

## Наследие
- Нежелание Кравчинского присоединяться к какой-либо партии или группировке были скорее исключением, чем правилом в среде русской революционной эмиграции. Его ближайшие соратники — Ф. В. Волховский, Е. Е. Лазарев, Л. Э. Шишко в начале XX века вступили в партию эсеров. На базе Фонда вольной русской прессы была создана Аграрно-социалистическая лига, которая в 1902 году также стала эсеровской организацией.
- Почти на 20 лет пережили Степняка-Кравчинского два его детища — английское «Общество друзей русской свободы» и его печатный орган журнал «Free Russia». После смерти революционера издавать журнал продолжал Ф. В. Волховский вместе с английскими единомышленниками Кравчинского (Р. Уотсон, Ф. Грин, Дж. Перрис).
- В 1930-е гг. вдова Степняка-Кравчинского Ф. М. Степняк-Кравчинская через полпреда в Лондоне И. М. Майского передала бумаги своего мужа на хранение в СССР[16].
- В советское время книги Степняка-Кравчинского многократно переиздавались, а его жизнь и деятельность стали объектом научных исследований. Особенно весомый вклад в эту работу внесла советская исследовательница Е. А. Таратута. Среди её многочисленных статей и книг, посвящённых революционеру, выделяется капитальная биография Степняка-Кравчинского[5], в которой она подробно восстановила жизнь революционера. При этом, как отмечает в своей диссертации Д. М. Нечипорук, «свободная форма повествования позволила <автору> удачно обойти все моменты и эпизоды, не вписывающиеся в представление о Степняке-Кравчинском как о пламенном революционере и непримиримом борце с самодержавием, прямой предтече революционной деятельности Ленина»[16]. Е. А. Таратута недостаточно глубоко исследовала эволюцию политических взглядов русского революционера, которую они претерпели за годы лондонской эмиграции.

## Сочинения
- Степняк-Кравчинский С. М. Собрание сочинений / С написанными для настоящего издания воспоминаниями П. А. Кропоткина и фототипич. портр. Степняка. Ч. 1: «Штундист Павел Руденко». — СПб.: б. и., 1907. — 224 с.: портр.
- Степняк-Кравчинский С. М. Собрание сочинений. Ч. 3: 1. «Домик на Волге».2. «Новообращённый». 3. «Сказка о копейке» / Степняк-Кравчинский С. М. — СПб.: б. и., 1907. — 241 с.: портр.
- Степняк-Кравчинский С. М. Собрание сочинений. ч. 4: «Андрей Кожухов» / Степняк-Кравчинский С. М. — СПб.: б. и., 1907. — 306 с.: портр.
- Степняк-Кравчинский С. М. Собрание сочинений. Ч. 5: «Эскизы и силуэты». Ольга Любатович. N 39. «Жизнь в городишке». Степан Халтурин. «Волшебнику». Гарибальди / Степняк-Кравчинский С. М. — СПб.: б. и., 1907
- Степняк-Кравчинский С. М. «Андрей Кожухов»: Роман из эпохи 1870-х годов / Послеслов. Д. Юферева. — М.: Гослитиздат, 1950. — 342 с.
- Степняк-Кравчинский С. М. «Россия под властью царей»: пер. с англ. / Вступит. статья Е. Таратуты. — М.: Мысль, 1964. — 407 с.: портр.
- «В лондонской эмиграции». — М.: Наука, 1968.
- Степняк-Кравчинский С. М. «Избранное» / Предисл. А. И. Володина. Худож. А. Виноградов. — М.: Худож. лит., 1972. — 584 с.: ил., портр.
- Степняк-Кравчинский С. «Сочинения». В 2-х т. Составление и комментарии Н. М. Пирумовой и М. И. Перпер. М.: Художественная литература, 1987. — 575 с. и 461 с.
- «Штундист Павел Руденко : роман». — СПб.: Христианское общество «Библия для всех», 1997. — 216 с. ISBN 5-7454-0161-3
- «Грозовая туча России». — М.: Новый Ключ, 2001. ISBN 5-7082-0113-4
- «The Russian Peasantry» (Русское крестьянство, 2 тт., 1888).
- «О правде и кривде» (Женева, 1875)
- «Из огня да в полымя! или Вот тебе бабушка и Юрьев день!» (Лондон, 1876)
- «Русская грозовая туча» (1886),
- «King Stork and King Log» (Царь-чурбан и царь-цапля).
- «Сказка о копейке» (1874 — Швейцария)
- «Мудрица Наумовна» (рус. 1875 — Англия, без указания имени автора), где Степняк-Кравчинский задался целью изложить в доступной народу форме суть 1-го т. «Капитала» К. Маркса (см. Социализм, Экономика); третья часть сказки называется «Будущее царство» — это второе в рус. лит-ре после «Четвёртого сна Веры Павловны» Н. Г. Чернышевского прямое изображение коммунистического общества, которое автор называет «работницким».
- «Новообращённый».

### Экранизации
- 1917 — «Андрей Кожухов» — экранизация одноимённого романа писателя. Режиссёром фильма был Я. А. Протазанов, роль Андрея Кожухова исполнил И. И. Мозжухин. Фильм не сохранился.
- 1970 — «Смятение» — по повести «Домик на Волге».